# Helmut Polze

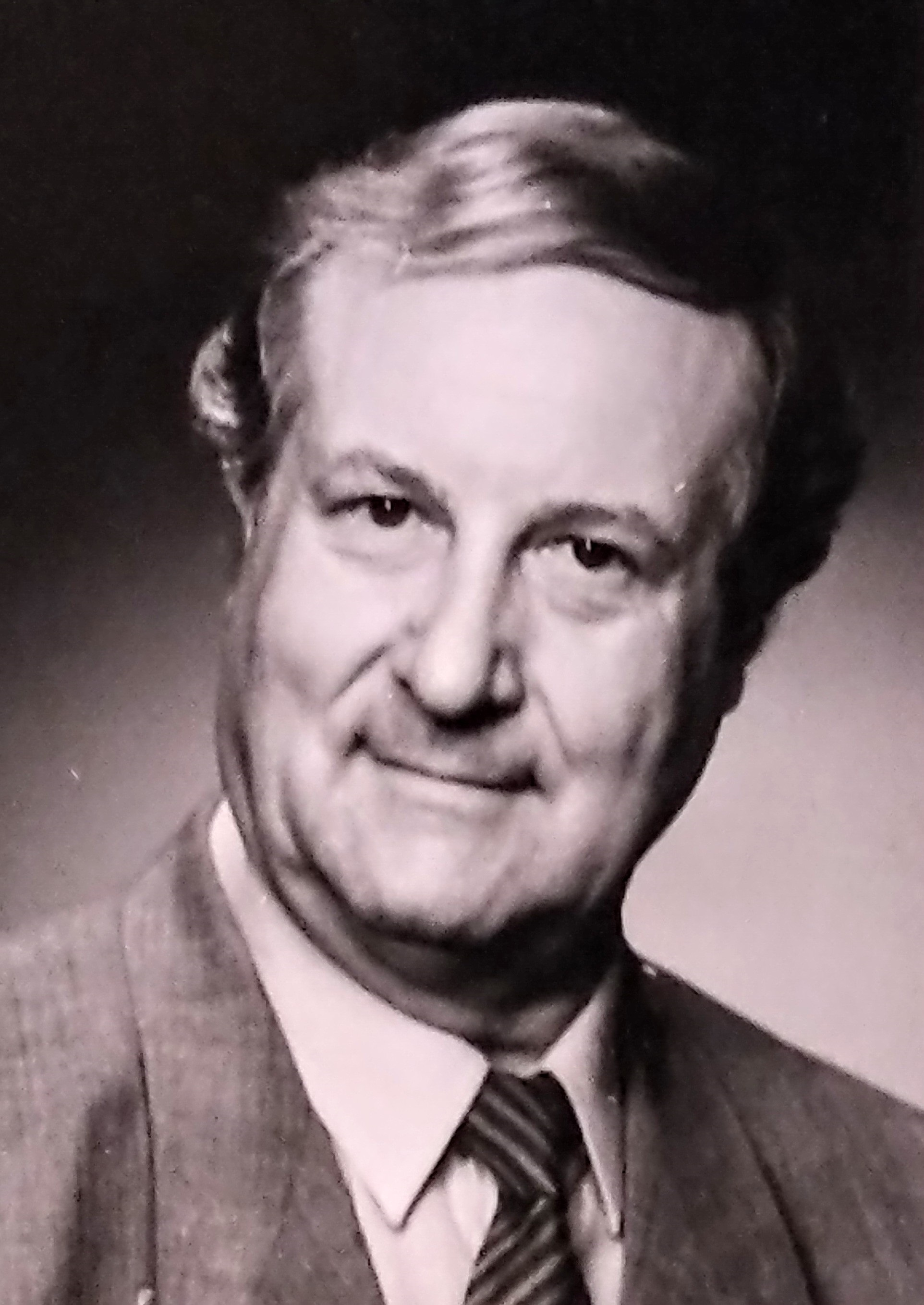
Helmut Polze, Theaterschauspieler, Opernsänger, Bariton auf einem Passfoto von 1984

Helmut Polze (* 21. März 1933 in Altenburg; † 6. September 1997 in Leipzig) war ein deutscher Theaterschauspieler, Opernsänger der Stimmlage Bariton und Mitglied der Komischen Oper Berlin.

## Leben
Schon während der Schulzeit wirkte Helmut Polze als Statist am Theater Altenburg. In Altenburg schloss er eine Lehre zum Vulkaniseur ab und begann 1951 eine Bühnenausbildung am Deutschen Theaterinstitut in Weimar-Belvedere, danach debütierte er 1952 in Chemnitz als Notar Dr. Falke in Die Fledermaus von Johann Strauß.
Zunächst vor allem als Schauspieler wechselte er anschließend ans Stadttheater von Meißen, nach Güstrow und an das Thüringische Landestheater Gera, wo ihm 1961 zusammen mit Dieter Wien und Jürgen Hentsch wegen des gemeinsamen Protests gegen die Aktion Ochsenkopf, bei der Eiferer der Freien Deutschen Jugend (FDJ) Antennen zum Empfang des West-Fernsehens entfernten, fristlos gekündigt wurde. Polze, der sich als Erster in einer Ensemble-Versammlung dagegen geäußert hatte, wurde am 27. Oktober 1961 von der Staatssicherheit verhaftet, verhört und beauflagt, sich als Arbeiter in der Produktion zu bewähren.
Nach einer Tätigkeit in der Vulkanisieranstalt Nolde in Altenburg und Auftritten als freiberuflicher Darsteller, wurde Polze trotz der in Gera über ihn verhängten zweijährigen „Bewährung in der Produktion“ von Intendant Karl Kayser für die Spielzeit 1962/63 für das Leipziger Opernhaus unter Vertrag genommen. Hier spielte er im Großen Haus als auch in der Musikalischen Komödie u. a. in Der Bettelstudent und in Eine Nacht in Venedig. Bereits Ende 1962 feierte Helmut Polze nach privater, 1949 beginnender Zählung seine 2000. Vorstellung.
Mit My Fair Lady in der Inszenierung von Wolfgang Weit, in der er als Bühnenpartner von Margot Ebert in der Rolle der Eliza Doolittle den Professor Henry Higgins spielte, kam 1967 eine weitere Aufführung dazu, die im Haus in der Leipziger Dreilindenstraße in dichter Folge auf dem Spielplan stand.
Nach über zehnjährigem Wirken im Leipzig holte ihn Walter Felsenstein, der Gründer und Intendant der Komischen Oper 1974 in sein Ensemble nach Berlin. Der Graf Oscar, Minister des Königs Bobèche, im Blaubart von Jacques Offenbach in Felsensteins Inszenierung wurde für Helmut Polze zur Rolle seines Lebens. Diese Inszenierung wurde insgesamt 369 Mal in der Komischen Oper aufgeführt und stand fast 30 Jahre lang auf dem Spielplan. In dieser Rolle, die Polze 1964/65 zunächst als Gast übernommen hatte, gastierte er in Stockholm, Mailand, Florenz Bologna, Wien, Budapest, Prag, Kopenhagen, Graz, London und Tokio.
Zu seinen wichtigen Bühnenpartien gehörten u. a. der Dorfgendarm in dem Musical Der Fiedler auf dem Dach und der Kammerherr Ebelasztin in Háry János von Zoltán Kodály oder der Conferencier in Kurt Weills / Bertolt Brechts Aufstieg und Fall der Stadt Mahagonny. Gleichzeitig gastierte Polze weiter an den Städtischen Theatern Leipzig. Er übernahm auch Rollen auf der Sprechbühne, trat im Konzertsaal auf und arbeitete als Dozent an der Hochschule für Musik Leipzig „Felix Mendelssohn“.

## Theaterarbeit als Schauspieler und Sänger (Auswahl)
- 1952: Die Fledermaus, Rolle: Dr. Falke, Notar, Inszenierung: Gerd E. Schäfer – Kreistheater Chemnitz
- 1953: Minna von Barnhelm, Rolle: Major Tellheim – Stadttheater Meissen
- 1954: Kabale und Liebe, Rolle: Ferdinand – Theater der Kongress-Stadt Güstrow
- 1956: Emilia Galotti, Inszenierung: Rolf Merten – Theater der Stadt Greiz
- 1957: Franz Grillparzer: Hero und Leander, Inszenierung: Eberhard Schäfer – Theater der Stadt Greiz
- Der Biberpelz, Rolle: Amtsvorsteher von Wehrhahn – Bühnen der Stadt Gera
- Macbeth, Rolle: Lennox – Bühnen der Stadt Gera
- 1962: Der Bettelstudent, Rolle: Enterich, sächsischer Invalide und Gefängniswärter – Städtische Theater Leipzig / Musikalische Komödie
- 1962: Carmen, Rolle: Lillas Pastia, Schankwirt – Städtische Theater Leipzig / Opernhaus
- 1962: Pariser Leben, Rolle: Raoul de Gardefeu – Städtische Theater Leipzig / Opernhaus
- 1964: Mein Freund Bunbury, Rolle: Algernon Moncrieff – Städtische Theater Leipzig / Musikalische Komödie
- 1964: Blaubart, Rolle: Graf Oscar, Minister des Königs, Inszenierung: Walter Felsenstein – als Gast: Komische Oper Berlin
- 1965: Guido Masanetz: In Frisco ist der Teufel los, Rolle: Ben Benson – Städtische Theater Leipzig / Musikalische Komödie
- 1966: Ariadne auf Naxos, Rolle: Haushofmeister, Inszenierung: Erhard Fischer – als Gast: Deutsche Staatsoper Berlin
- 1967: My fair Lady, Rolle: Prof. Henry Higgins, Inszenierung: Wolfgang Weit – Städtische Theater Leipzig / Musikalische Komödie
- 1967: Kiss me Kate, Rolle: Petrucchio – Städtisches Theater Leipzig / Musikalische Komödie
- 1968: Die Großherzogin von Gerolstein, Rolle: Staatsminister Baron von Korff – Städtische Theater Leipzig / Musikalische Komödie
- 1969: Die keusche Susanne, Rolle: Professor Hintzmeyer – Städtische Theater Leipzig / Musikalische Komödie
- 1969: Aufstieg und Fall der Stadt Mahagonny, Rolle: Conferencier, Inszenierung: Joachim Herz – Städtische Theater Leipzig / Opernhaus
- 1969: Eine Nacht in Venedig, Rolle: Senator Barbaruccio – Städtische Theater Leipzig / Musikalische Komödie
- 1971: Anatevka / Der Fiedler auf dem Dach, Rolle: Dorfgendarm – Komische Oper Berlin
- 1973: Gerhard Kneifel: Bretter die die Welt bedeuten, Rolle: Prof. Gollwitz – als Gast: Städtische Theater Leipzig / Musikalische Komödie
- 1973: Abenteuer des Háry János, Rolle: Kammerherr Ebelasztin, Inszenierung: Walter Felsenstein – Komische Oper Berlin
- 1977: Aufstieg und Fall der Stadt Mahagonny, Rolle: Conferencier, Inszenierung: Joachim Herz – Komische Oper Berlin
- 1979: Jacques Offenbach: Die Reise auf den Mond, Inszenierung: Jérôme Savary – Komische Oper Berlin
- 1981: Peter Grimes, Inszenierung: Joachim Herz – Komische Oper Berlin
- 1983: Lear, Inszenierung: Harry Kupfer – Komische Oper Berlin

## Filmografie
- 1973: Ritter Blaubart von Jacques Offenbach, DEFA-Studioaufzeichnung der Inszenierung der Komischen Oper Berlin von 1962, Inszenierung: Walter Felsenstein
- 1982: Die Reise auf den Mond von Jacques Offenbach, Fernsehaufzeichnung der Inszenierung der Komischen Oper Berlin von 1979, Inszenierung: Jérôme Savary